# 宋世炫
宋世炫（韓語：송세현，1994年6月30日—），韓國男演員，出生於南韓釜山廣域市。親哥哥為FTIsland成員宋承炫。2011年以演出MBC《你為我著迷》正式出道。2013年9月10日，入伍。

## 經歷
- 2011年出演MBC《你為我著迷》正式出道。
- 2012年出演Channel A《K-POP最強生死戰》。
- 2013年9月10日，入伍。
- 原為2013年10月1日於日本出道N.Flying成員之一，但因入伍而在出道前退出。

## 演出作品

### 電視劇
- 2011年：MBC《你為我著迷》飾演 樂隊The stupid的貝斯手
- 2012年：Channel A《K-POP最強生死戰》飾演 金賢星